# 哈斯凱爾溪住宅根據地 (加利福尼亞州)
哈斯凱爾溪住宅根據地（英語：Haskell Creek Homesites）是位於美國加利福尼亞州謝拉縣的一個非建制地區。該地的面積和人口皆未知。

## 地理
哈斯凱爾溪住宅根據地的座標為39°38′05″N 120°33′10″W / 39.63472°N 120.55278°W，而該地的平均海拔高度為1780米（即5840英尺）。